# Uteun Bayi
Uteun Bayi is een bestuurslaag in het regentschap Lhokseumawe van de provincie Atjeh, Indonesië. Uteun Bayi telt 4492 inwoners (volkstelling 2010).